# کنستانتین کورووین
کنستانتین کورووین (روسی: Константи́н Алексе́евич Коро́вин) (زاده ۵ دسامبر ۱۸۶۱ در مسکو - ۱۱ سپتامبر ۱۹۳۹ در پاریس) از اولین نقاشان امپرسیونیست روسیه بود.

## نگارخانه

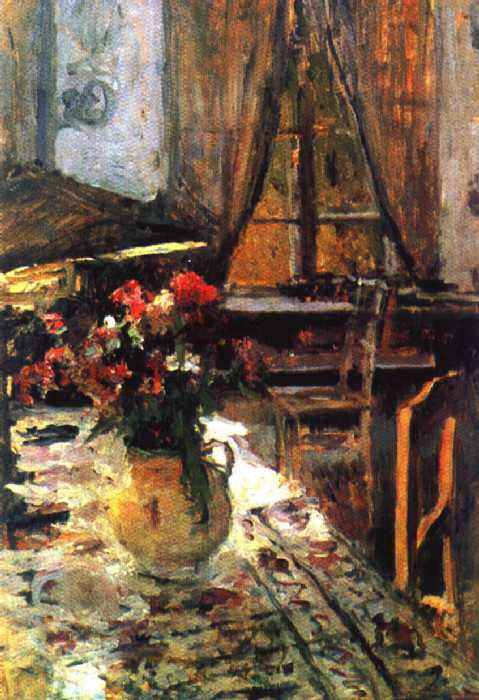
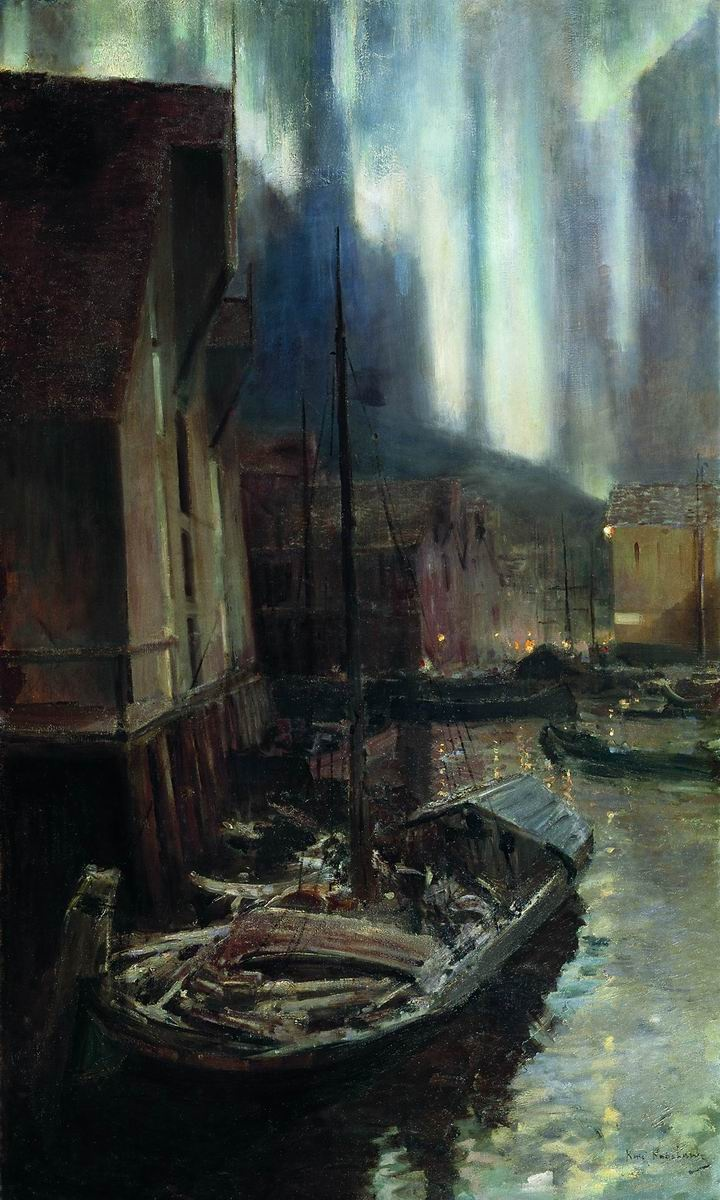
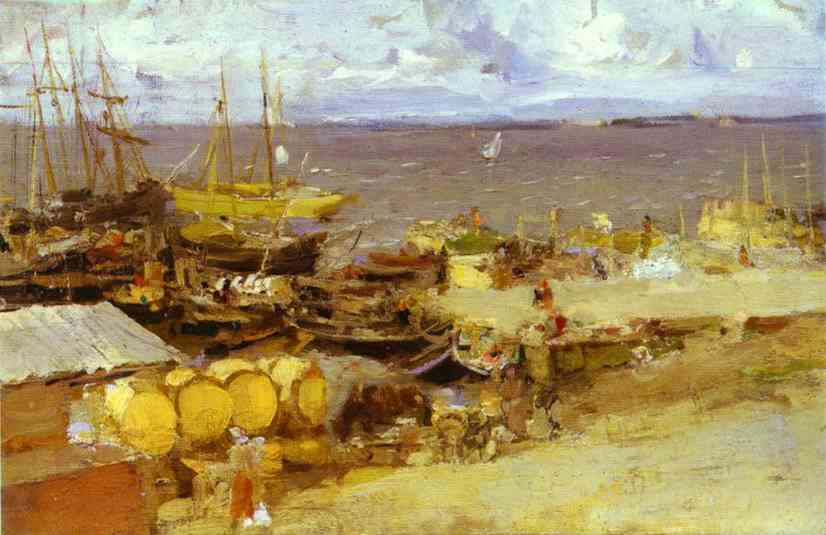
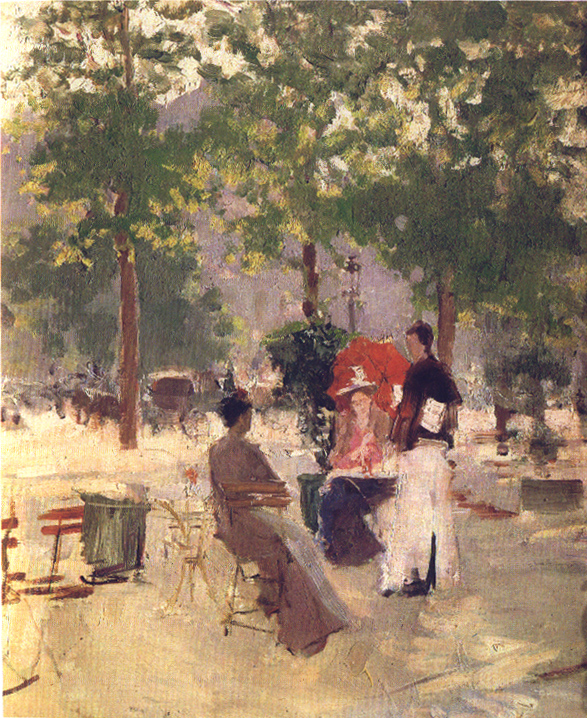
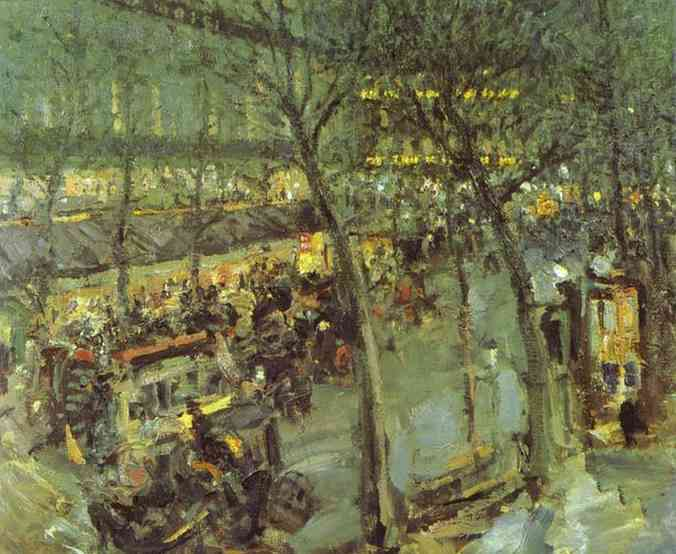
کافه دو لا په
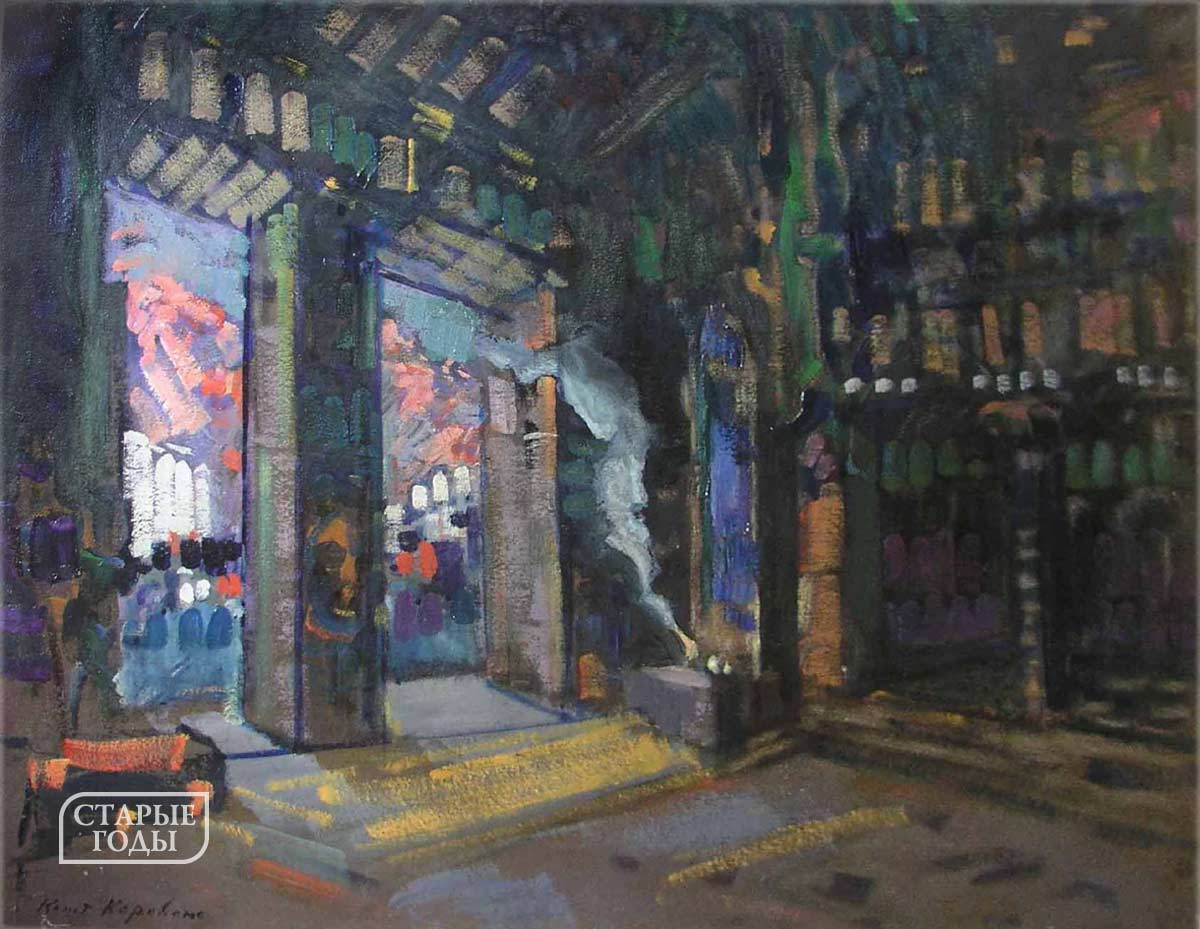
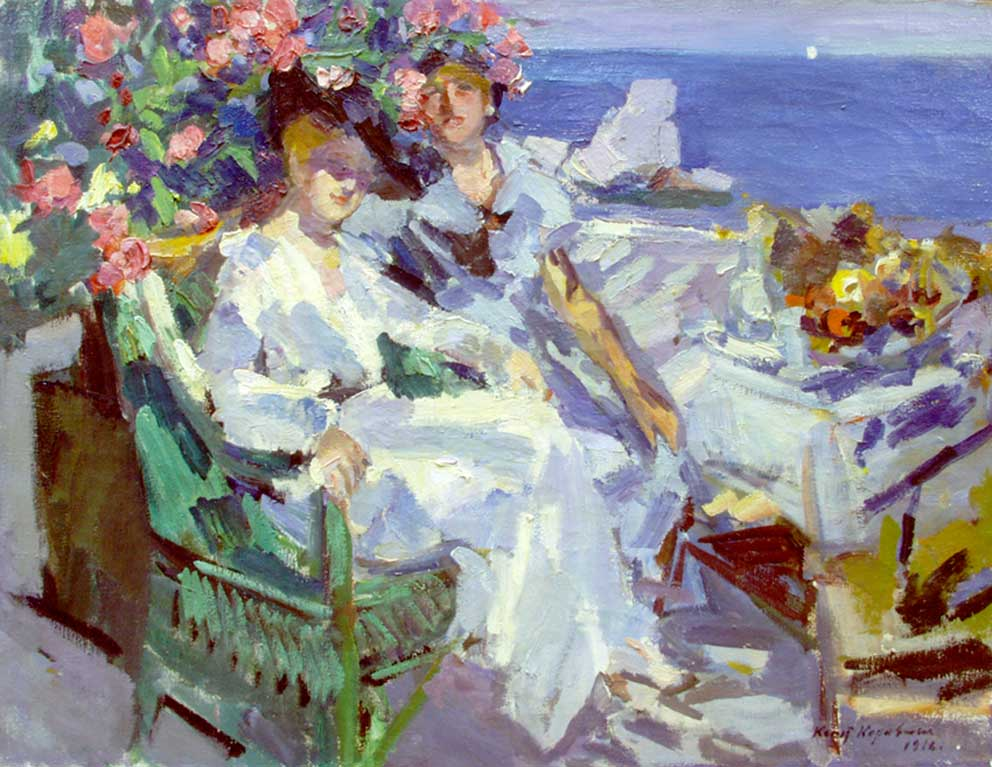
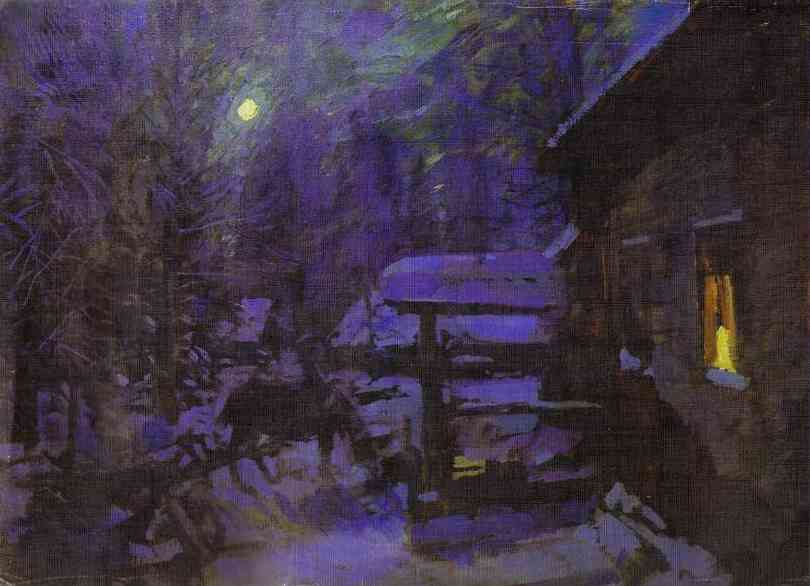
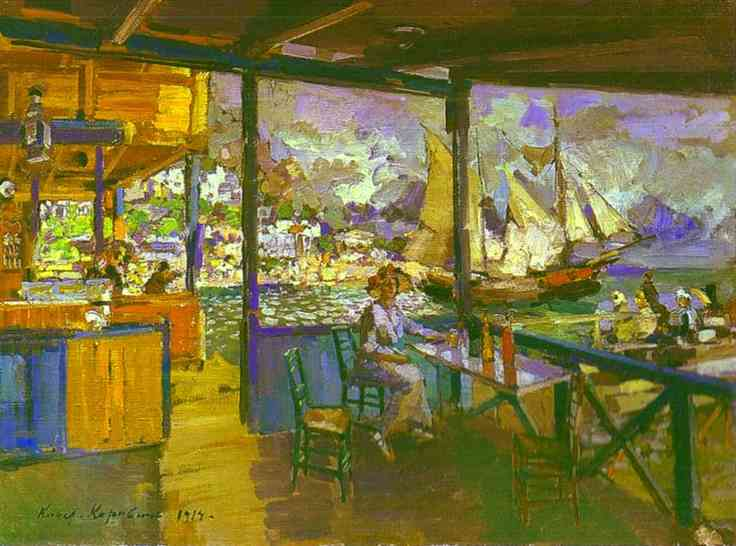
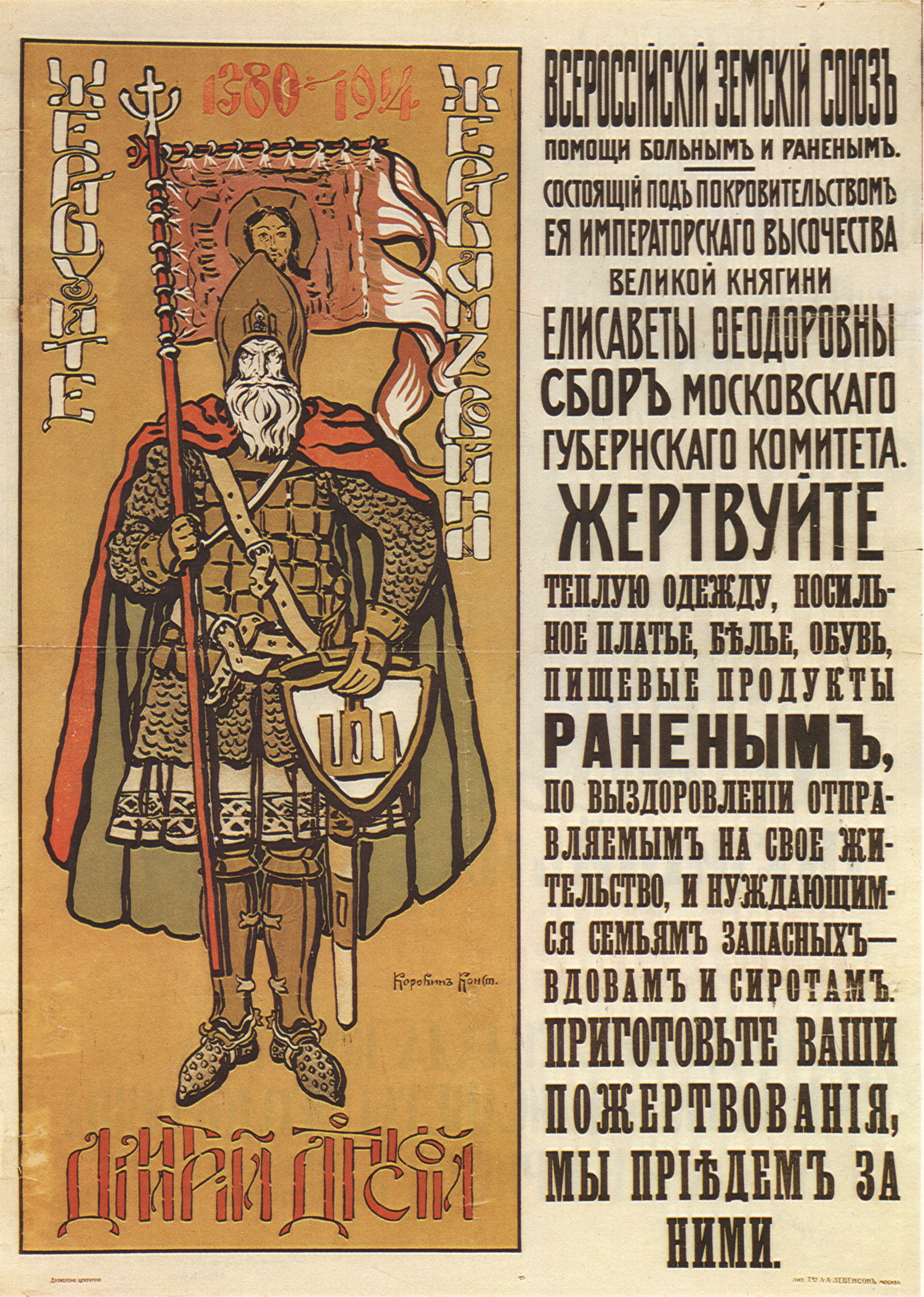
دیمیتری دونسکی
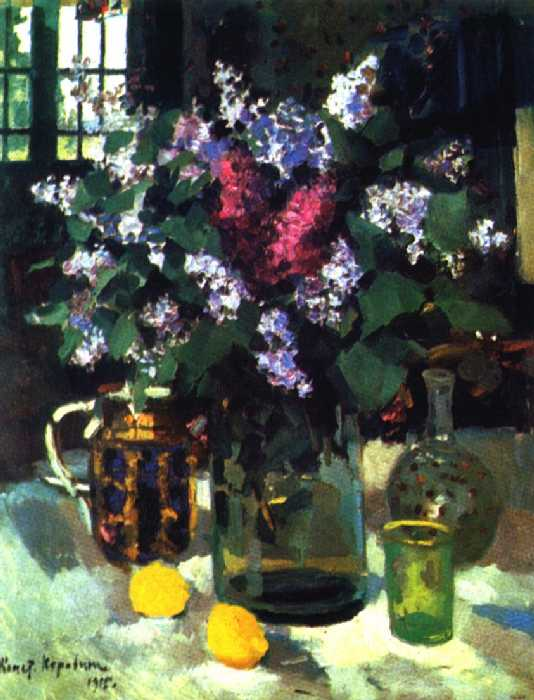
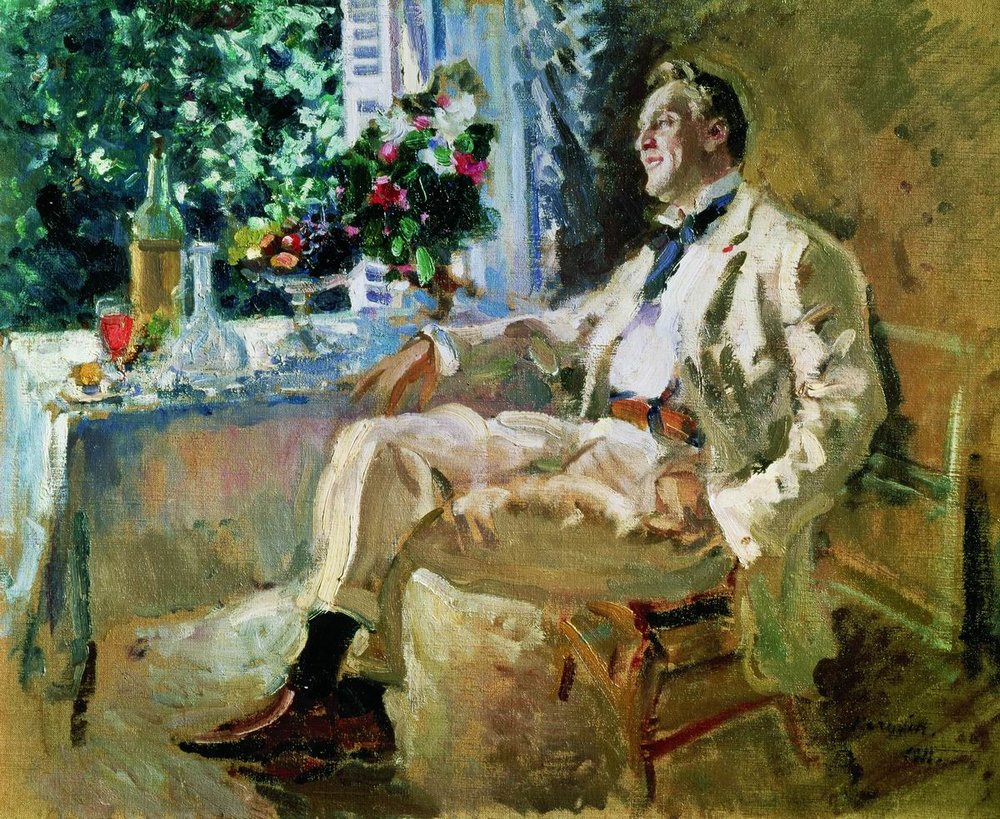
فیودور شالیاپین
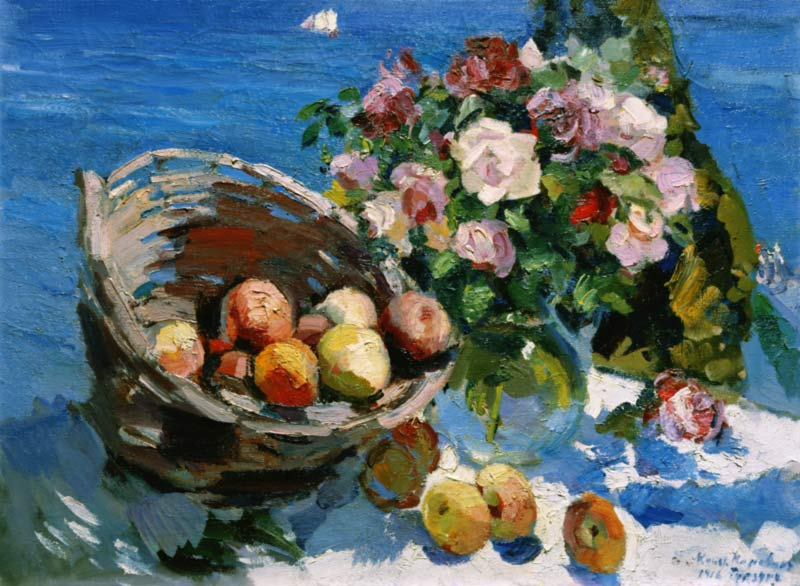
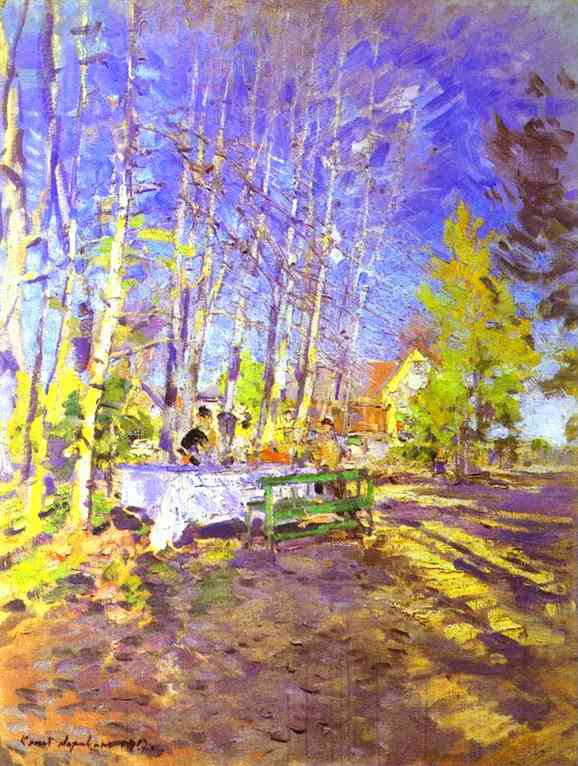
بهار
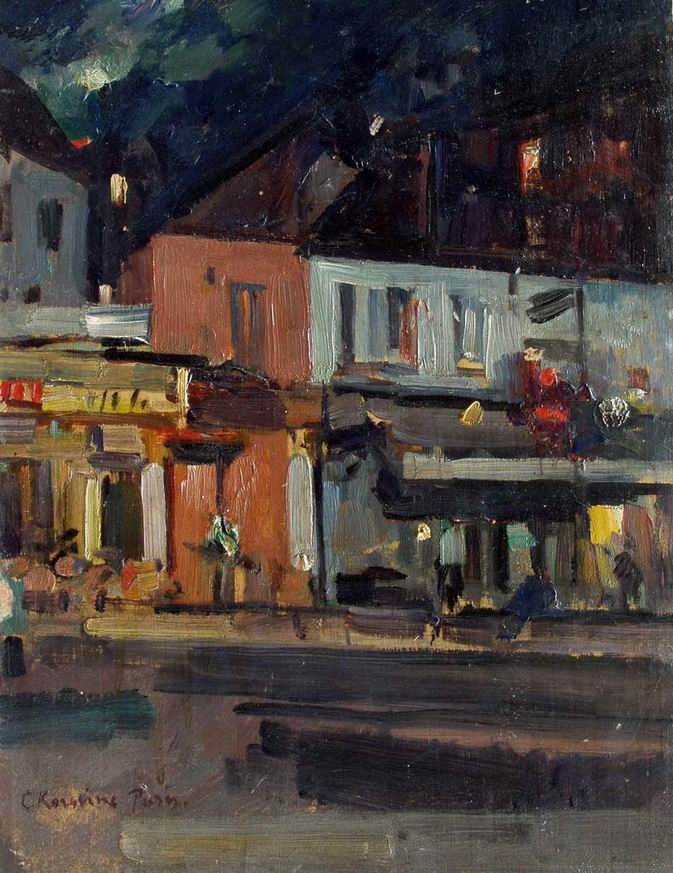
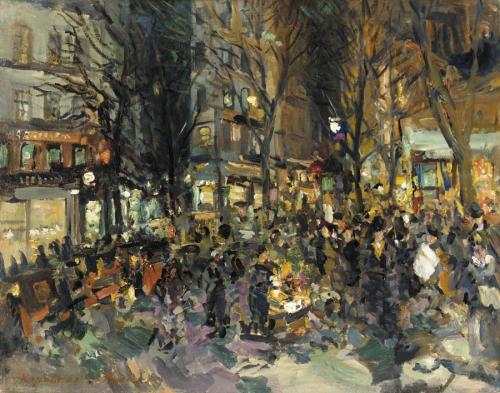
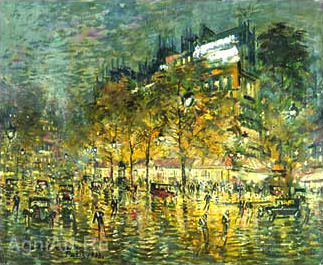
پاریس
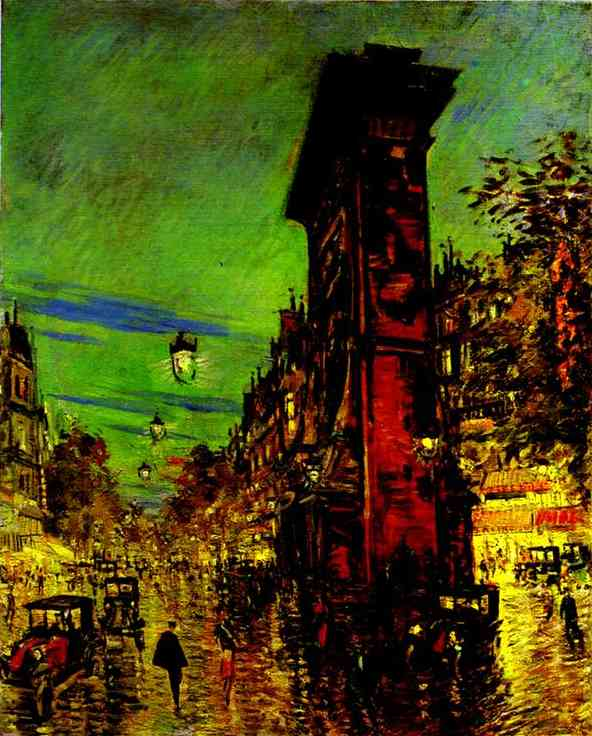
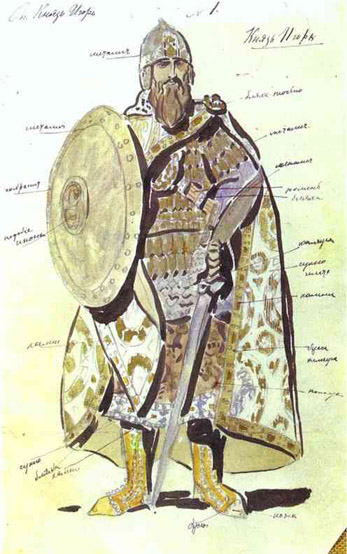